# 小林市立野尻中学校
小林市立野尻中学校（こばやししりつ のじりちゅうがっこう）は、宮崎県小林市野尻町東麓にある公立中学校。

## 沿革
- 1947年 - 野尻村立野尻中学校として開校。
- 1949年 - 野尻村と紙屋村の合併、町制施行に伴い野尻町立野尻中学校に改称。
- 1961年 - 学校給食開始。
- 1963年 - 体育館および工作室竣工。
- 1966年 - プール竣工。
- 1993年 - 新体育館竣工。
- 2010年3月23日 - 小林市への編入に伴い小林市立野尻中学校に改称。

## 概要
- 生徒数159名
- 学級数7個（通常学級6、特別支援学級1）
- 職員数17名

（2009年4月1日現在）

## 学区
- 小林市
  - 野尻町東麓（野尻小学校通学区域）
  - 野尻町三ケ野山（栗須小学校通学区域）

## 交通
- 宮崎交通バス 「ゆ〜ぱるのじり前」停留所下車徒歩5分。